# Mucuna pachycarpa
Mucuna pachycarpa är en ärtväxtart som beskrevs av Wiriad. Mucuna pachycarpa ingår i släktet Mucuna och familjen ärtväxter. Inga underarter finns listade i Catalogue of Life.